# MTV Storytellers
MTV Storytellers è un programma televisivo andato in onda su MTV Italia e che riprende il format di VH1 Storytellers, programma dell'emittente VH1 della divisione MTV Networks statunitense.
Come per l'edizione americana, gli artisti si esibiscono davanti ad una platea intervallando il concerto vero e proprio con interviste in cui sono invitati a raccontare la genesi delle loro canzoni o ricordi della loro carriera. Tutte le esibizioni fino al 2007 sono state trasmesse in diretta in versione integrale sul sito ufficiale della trasmissione e rese visibili per un periodo limitato in streaming. Un estratto di circa 1 ora dell'evento è il programma vero e proprio trasmesso su MTV. Alcune delle esibizioni sono state pubblicate su CD o su DVD

## Artisti che si sono esibiti a MTV Storytellers
Per ogni artista è indicata la data di esibizione dal vivo, non quella di trasmissione sull'emittente televisiva MTV.
- Jovanotti il 30 settembre 2005
- Giorgia il 24 ottobre 2005
- Cesare Cremonini l'8 novembre 2005
- Marlene Kuntz il 23 novembre 2005 - Pubblicato su DVD
- Subsonica il 12 dicembre 2005
- Ligabue il 24 gennaio 2006
- Vinicio Capossela il 23 marzo 2006
- Negramaro il 5 aprile 2006
- Ivano Fossati il 16 maggio 2006
- Carmen Consoli il 23 maggio 2006
- Bob Geldof il 3 ottobre 2006
- Tiziano Ferro il 6 marzo 2007
- Zucchero Fornaciari il 21 marzo 2007
- Piero Pelù il 18 aprile 2007 - Pubblicato su CD
- Giovanni Allevi il 12 febbraio 2008
- James Blunt il 12 febbraio 2008
- Bluvertigo il 7 aprile 2008 - Pubblicato su CD e DVD
- Elio e le Storie Tese il 20 maggio 2008
- Max Pezzali il 13 settembre 2008 (all'interno dell'MTV Day 2008)
- Fabri Fibra il 26 giugno 2010
- Edoardo Bennato il 10 settembre 2010 - Pubblicato su CD